# Joan Muntaner Bujosa
Joan Muntaner Bujosa (Valldemossa, 1906 - Palma, 1969). Historiador.
De formació autodidacta. Cronista de la ciutat i de l'antic regne de Mallorca (1949-1969). Publicà centenars de documents en el Butlletí de la Societat Arqueològica Lul·liana, molts dels quals relacionats amb la història de Valldemossa, que tenia en preparació, de la Ciutat de Mallorca i tota una sèrie dedicada a la història de les belles arts a Mallorca. Publicà, en col·laboració amb Joan Vich i Salom, "Documenta regni Maioricarum" (1944). Va escriure articles a Documenta, Estudios Lulianos, Montesión i La Nostra Terra. Signa la Resposta als Catalans. Va rebre el Premi Ciutat de Palma d'Investigació (1956). Fou secretari (1936-1968) i bibliotecari (1968-1969) de la Societat Arqueològica Lul·liana. Membre de l'Acadèmia Provincial de Bellles Arts (1967). Col·laborà en el Corpus de toponimia de Mallorca (1962-1967).

## Obres
- Un noticiari de finals del segle xv (1483-1508). (1936).
- Tríptic per la història de la vila de Sant Joan (1944).
- Documenta regni Maioricarum (1944). Amb Joan Vich Salom.
- Hornacinas callejeras (1946).
- Tradiciones y leyendas de Valldemossa (1949).
- Guía oficial de la egregia, muy noble y leal ciudad de Palma de Mallorca (1950).
- Dos noticiarios desconocidos (1952).
- Resumen de historia de Mallorca (1955).
- Los hijos ilustres de Palma. El general Weyler (1965).
- Bosquejos de la ciudad de Palma (1968).
- Manual del guía de turismo de Mallorca (1963). Amb
- Manual de turismo de Mallorca (1963).
- La primera imprenta mallorquina. Los impresores Caldentey y Calafat. (1974).
- Introducción a la historia de Valldemossa (1980). Amb Josep Francesc Argenté Sánchez.